# Сербська революція
Сербська революція (Српска револуција) — термін, який використовують для виділення періоду історії Сербії у 1804—1835 роках. Вперше цей термін вжив Леопольд фон Ранке у своїй книзі «Die Serbische Revolution», опублікованої в 1829 році. Від нього згодом цей термін перебрав і Вук Караджич.
Термін охоплює період, який складається з:
- Перше сербське повстання (1804—1813 роки)
- Повстання Хаджі Продана (1814 рік)
- Друге сербське повстання (1815 рік)
- Офіційне визнання сербської держави (1815—1835 роки)

Перша частина Сербської революції (1804—1815 роки) відзначалася запеклою боротьбою за незалежність Сербії від Османської імперії з двома озброєними повстаннями. Друга частина (1815—1835 роки) стала часом мирної консолідації політичної влади та збільшення автономних прав Сербського князівства. Прийняття першої Конституції в 1835 році скасувало феодалізм і кріпацтво, і зробили країну незалежною.
В результаті Сербської революції відбулося звільнення Сербії від турецького уряду, і відродження сербського суспільства, а також прийняття першої писаної Конституції Сербії в 1835 році.

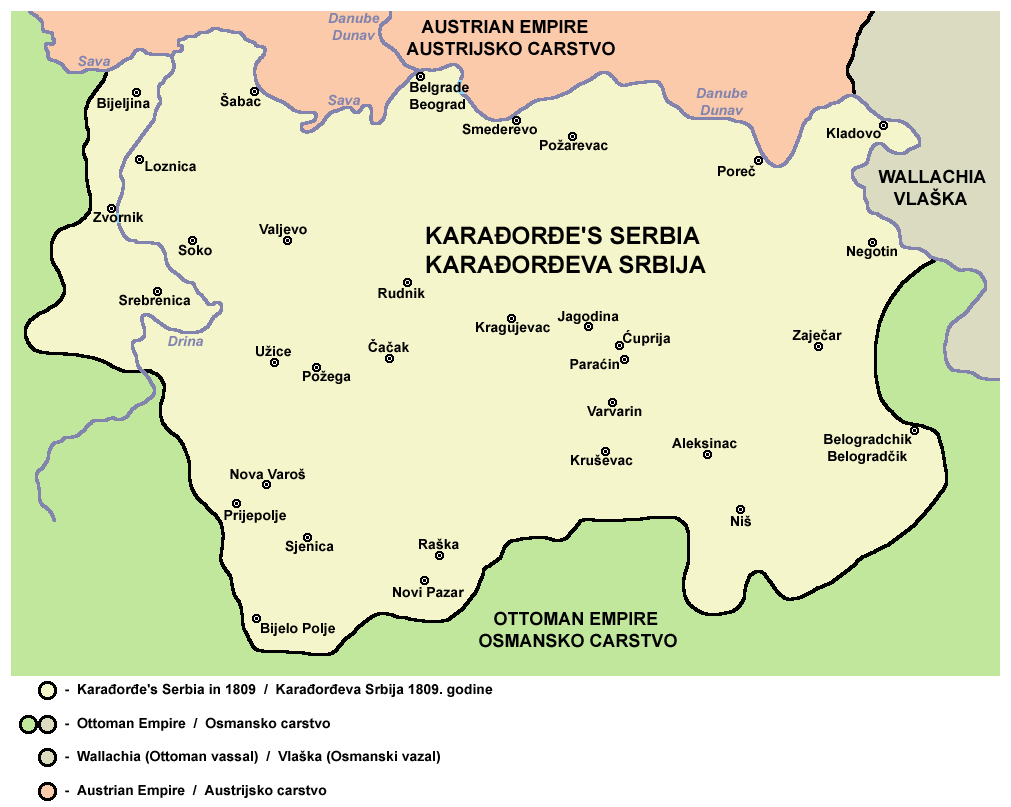
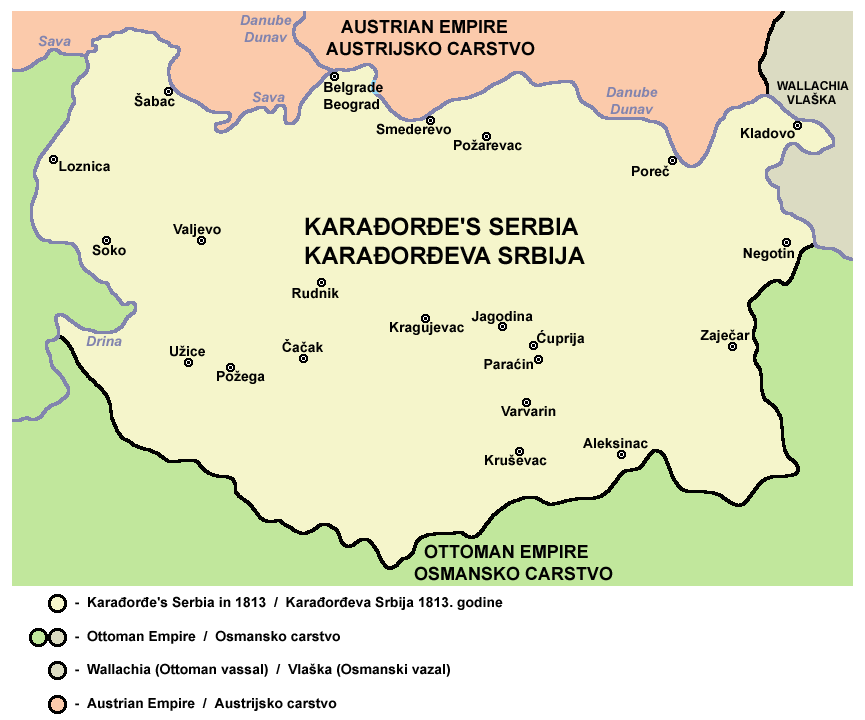
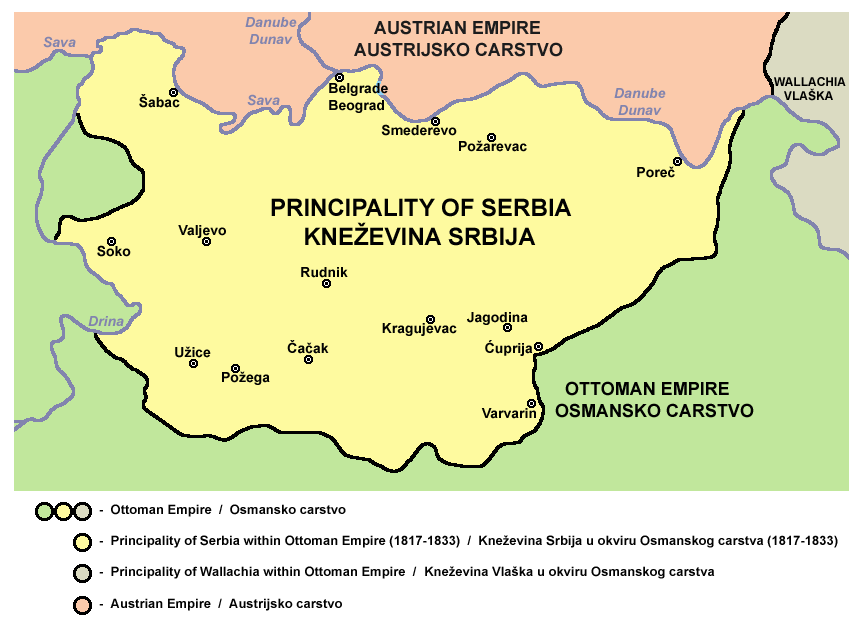